# Constance Collier
Constance Collier (ur. 22 stycznia 1878 w Windsorze, zm. 25 kwietnia 1955 w Nowym Jorku) – angielska aktorka filmowa i teatralna.

## Filmografia
- 1916: Nietolerancja jako Statystka
- 1916: Makbet
- 1919: The Impossible Woman jako Mme. Kraska
- 1936: Młody lord Fauntleroy
- 1936: Girls' Dormitory jako profesor Augusta Wimmer
- 1945: Weekend w hotelu Waldorf jako Pani Jaleska
- 1947: Mąż idealny jako Lady Markby
- 1948: Sznur jako pani Atwater
- 1949: Wir jako Tina Cosgrove

## Wyróżnienia
Posiada swoją gwiazdę na Hollywoodzkiej Alei Gwiazd.